# Локарно
Локарно (італ. Locarno) — місто  в Швейцарії в кантоні Тічино, округ Локарно. Офіційною мовою Локарно є італійська.
У 1925 році тут відбулася Локарнська конференція.
У місті починаючи з 1946 року щорічно проводиться міжнародний кінофестиваль у Локарно.
На честь міста названо астероїд 1937 Локарно.

## Географія
Місто розташоване на північному березі озера Маджоре на відстані близько 135 км на південний схід від Берна, 18 км на захід від Беллінцони.
Локарно має площу 18,7 км², з яких на 26,9% дозволяється будівництво (житлове та будівництво доріг), 33% використовуються в сільськогосподарських цілях, 30,9% зайнято лісами, 9,3% не є продуктивними (річки, льодовики або гори).

## Демографія
2019 року в місті мешкало 15 776 осіб (+4,1% порівняно з 2010 роком), іноземців було 34,2%. Густота населення становила 844 осіб/км².
За віковим діапазоном населення розподілялося таким чином: 16,7% — особи молодші 20 років, 58,2% — особи у віці 20—64 років, 25,1% — особи у віці 65 років та старші. Було 7896 помешкань (у середньому 2 особи в помешканні).
Із загальної кількості 13 188 працюючих 71 був зайнятий в первинному секторі, 2513 — в обробній промисловості, 10 604 — в галузі послуг.